# Futebol nos Jogos Olímpicos de Verão de 2020 - Qualificação feminina
Este artigo detalha a fase de qualificação feminina do futebol nos Jogos Olímpicos de Verão de 2020. (As Olimpíadas foram adiadas para 2021 devido à pandemia de COVID-19). Doze equipes receberam vagas para o torneio.

## Linha do tempo
| Qualificação                                                            | Ref.  | Data1                                             | Local1         | Vagas | Qualificado                           |
| ----------------------------------------------------------------------- | ----- | ------------------------------------------------- | -------------- | ----- | ------------------------------------- |
| País-sede                                                               |       | 7 de setembro de 2013                             | Buenos Aires   | 1     | Japão                                 |
| Copa América de 2018                                                    | [ 2 ] | 4 a 22 de abril de 2018                           | Chile          | 1     | Brasil                                |
| Copa das Nações da OFC de 2018                                          | [ 3 ] | 18 de novembro a 1 de dezembro de 2018            | Nova Caledônia | 1     | Nova Zelândia                         |
| Copa do Mundo de Futebol Feminino de 2019 (como qualificatório da UEFA) | [ 4 ] | 7 de junho a 7 de julho de 2019                   | França         | 3     | Grã-Bretanha · Países Baixos · Suécia |
| Torneio de Qualificação Olímpica da CONCACAF de 2020                    | [ 5 ] | 28 de janeiro a 9 de fevereiro de 2020            | Estados Unidos | 2     | Canadá · Estados Unidos               |
| Torneio de Qualificação Olímpica da CAF de 2020                         | [ 6 ] | 5 a 10 de março de 2020                           | múltiplos      | 1     | Zâmbia                                |
| Torneio de Qualificação Olímpica da AFC de 2020                         | [ 7 ] | 6 a 11 de março de 2020 e 8 a 13 de abril de 2021 | múltiplos      | 2     | Austrália · China                     |
| Playoff CAF-CONMEBOL                                                    | [ 8 ] | 10 a 13 de abril de 2021                          | Turquia        | 1     | Chile                                 |
| Total                                                                   |       |                                                   |                | 12    |                                       |

- ↑1 Datas e locais são aqueles dos torneios finais (ou fase final dos torneios de qualificação); vários estágios de qualificação podem preceder partidas nestes locais específicos.

## Copa América de 2018
O Brasil conquistou a vaga olímpica ao vencer o torneio. O Chile avançou para o playoff contra Camarões, o segundo colocado do Torneio de Qualificação Olímpica da CAF de 2020.

### Equipes qualificadas
Todos os dez membros da CONMEBOL participaram do torneio.
| Equipe           | Aparição | Melhor desempenho anterior                  | Ranking da FIFA no início do torneio |
| ---------------- | -------- | ------------------------------------------- | ------------------------------------ |
| Argentina        | 7ª       | Campeã (2006)                               | 37                                   |
| Bolívia          | 7ª       | Quinta posição (1995)                       | 84                                   |
| Brasil (holders) | 8ª       | Campeã (1991, 1995, 1998, 2003, 2010, 2014) | 8                                    |
| Chile (sede)     | 8ª       | Vice-campeã (1991)                          | 40                                   |
| Colômbia         | 6ª       | Vice-campeã (2010, 2014)                    | 24                                   |
| Equador          | 7ª       | Terceira posição (2014)                     | Sem ranking                          |
| Paraguai         | 6ª       | Quarta posição (2006)                       | 50                                   |
| Peru             | 6ª       | Terceira posição (1998)                     | 59                                   |
| Uruguai          | 6ª       | Terceira posição (2006)                     | 68                                   |
| Venezuela        | 7ª       | Terceira posição (1991)                     | 64                                   |

### Primeira fase
Todas as partidas seguem o fuso horário do Chile (UTC−4).

### Grupo A
| Seleção  | Pts | J | V | E | D | GP | GC | SG  |
| -------- | --- | - | - | - | - | -- | -- | --- |
| Colômbia | 10  | 4 | 3 | 1 | 0 | 16 | 2  | +14 |
| Chile    | 8   | 4 | 2 | 2 | 0 | 8  | 2  | +6  |
| Paraguai | 7   | 4 | 2 | 1 | 1 | 7  | 7  | 0   |
| Uruguai  | 1   | 4 | 0 | 1 | 3 | 2  | 11 | –9  |
| Peru     | 1   | 4 | 0 | 1 | 3 | 1  | 12 | –11 |

### Grupo B
| Seleção   | Pts | J | V | E | D | GP | GC | SG  |
| --------- | --- | - | - | - | - | -- | -- | --- |
| Brasil    | 12  | 4 | 4 | 0 | 0 | 22 | 1  | +21 |
| Argentina | 9   | 4 | 3 | 0 | 1 | 12 | 6  | +6  |
| Venezuela | 6   | 4 | 2 | 0 | 2 | 9  | 6  | +3  |
| Bolívia   | 3   | 4 | 1 | 0 | 3 | 1  | 18 | –17 |
| Equador   | 0   | 4 | 0 | 0 | 4 | 3  | 16 | –13 |

## Fase final
Todas as partidas seguem o fuso horário do Chile (UTC−4).
| Seleção   | Pts | J | V | width=" | D | GP | GC | SG |
| --------- | --- | - | - | ------- | - | -- | -- | -- |
| Brasil    | 9   | 3 | 3 | 0       | 0 | 9  | 1  | +8 |
| Chile     | 4   | 3 | 1 | 1       | 1 | 5  | 3  | +2 |
| Argentina | 3   | 3 | 1 | 0       | 2 | 3  | 8  | –5 |
| Colômbia  | 1   | 3 | 0 | 1       | 2 | 1  | 6  | –5 |

## Copa das Nações da OFC de 2018
A Nova Zelândia conquistou a vaga Olímpica após vencer a Copa das Nações

### Equipes qualificadas
Todas as 11 seleções da OFC entraram no torneio. As sete primeiras no ranking avançaram à fase final automaticamente, com as quatro restantes competindo em uma fase qualificatória para a vaga final. Taiti e Nova Caledônia, como regiões administrativas francesas, não puderam competir no Torneio de Qualificação Olímpica.
| Equipe           | Método de qualificação      | Aparição | Melhor desempenho anterior            | Ranking da FIFA no início do torneio |
| ---------------- | --------------------------- | -------- | ------------------------------------- | ------------------------------------ |
| Ilhas Cook       | Automática                  | 4ª       | Terceira posição (2010, 2014)         |                                      |
| Nova Caledônia   | Automática                  | 2ª       | Terceira posição (1983)               |                                      |
| Nova Zelândia    | Automática                  | 11ª      | Campeã (1983, 1991, 2007, 2010, 2014) |                                      |
| Papua-Nova Guiné | Automática                  | 9ª       | Vice-campeã (2007, 2010, 2014)        |                                      |
| Samoa            | Automática                  | 3ª       | Quarta posição (2003)                 |                                      |
| Taiti            | Automática                  | 2ª       | Fase de grupos (2010)                 |                                      |
| Tonga            | Automática                  | 4ª       | Terceira posição (2007)               |                                      |
| Fiji             | Vencedora do qualificatório | 3ª       | Quarta posição (1983, 1998)           |                                      |

### Fase de grupos
Todas as partidas seguem o fuso horário do Chile (UTC−4).

### Grupo A
| Seleção          | Pts | J | V | E | D | GP | GC | SG  |
| ---------------- | --- | - | - | - | - | -- | -- | --- |
| Papua-Nova Guiné | 9   | 3 | 3 | 0 | 0 | 14 | 3  | +11 |
| Nova Caledônia   | 6   | 3 | 2 | 0 | 1 | 8  | 8  | 0   |
| Taiti            | 1   | 3 | 0 | 1 | 2 | 8  | 12 | –4  |
| Samoa            | 1   | 3 | 0 | 1 | 2 | 5  | 12 | –7  |

### Grupo B
| Seleção       | Pts | J | V | E | D | GP | GC | SG  |
| ------------- | --- | - | - | - | - | -- | -- | --- |
| Nova Zelândia | 9   | 3 | 3 | 0 | 0 | 27 | 0  | +27 |
| Fiji          | 6   | 3 | 2 | 0 | 1 | 15 | 10 | +5  |
| Tonga         | 3   | 3 | 1 | 0 | 2 | 1  | 23 | –22 |
| Ilhas Cook    | 0   | 3 | 0 | 0 | 3 | 0  | 10 | –10 |

### Fase final
|  | Semifinais             | Semifinais    |                           |   | Final | Final |
|  |                        |               |                           |   |       |       |
|  | 28 de novembro – Maré  |               |                           |   |       |       |
|  |                        |               |                           |   |       |       |
|  | Papua-Nova Guiné       | 1             |                           |   |       |       |
|  | Papua-Nova Guiné       | 1             | 1 de dezembro – Nouméa    |   |       |       |
|  | Fiji                   | 5             |                           |   |       |       |
|  | Fiji                   | 5             | Fiji                      | 0 |       |       |
|  | 28 de novembro – Lifou |               | Fiji                      | 0 |       |       |
|  |                        | Nova Zelândia | 8                         |   |       |       |
|  | Nova Zelândia          | Nova Zelândia | 8                         | 8 |       |       |
|  | Nova Zelândia          |               |                           | 8 |       |       |
|  | Nova Caledônia         | 0             |                           |   |       |       |
|  | Nova Caledônia         | 0             | Disputa do terceiro lugar |   |       |       |
|  |                        |               |                           |   |       |       |
|  | 1 de dezembro – Nouméa |               |                           |   |       |       |
|  |                        |               |                           |   |       |       |
|  | Papua-Nova Guiné       | 7             |                           |   |       |       |
|  | Papua-Nova Guiné       | 7             |                           |   |       |       |
|  | Nova Caledônia         | 1             |                           |   |       |       |

## Qualificação da UEFA pela Copa do Mundo Feminina de 2019
Nove equipes da UEFA competiram na Copa do Mundo, com as três melhores classificadas recebendo a vaga olímpica. Três equipes da UEFA atingiram as semifinais do torneio, com as vagas sendo entregues para Grã-Bretanha (pela performance da Inglaterra), Países Baixos e Suécia, com a Suécia eliminando a última campeã mundial Alemanha.
A Grã-Bretanha conquistou a vaga através do desempenho da Inglaterra na Copa do Mundo (um procedimento já empregado de forma bem-sucedida pela Associação Olímpica Britânica no hóquei sobre a grama e no rugby sevens), baseado em um formato aceito pelas quatro federações de futebol britânicas (Escócia, Inglaterra, Irlanda do Norte  e País de Gales). A Escócia também qualificou para a Copa do Mundo, porém, de acordo com o entendimento de que a seleção nacional de melhor ranking seria a escolhida para disputar a vaga britânica nas Olimpíadas, seu desempenho não foi considerado. As jogadoras escocesas, assim como as galesas e as norte-irlandesas, estarão disponíveis para a equipe da Grã-Bretanha em Tóquio.

### Equipes qualificadas da UEFA
| Equipe                         | Qualificada como                               | Data de qualificação   | Aparições no torneio | Última aparição | Sequência | Melhor desempenho anterior | Desempenho em 2019 |
| ------------------------------ | ---------------------------------------------- | ---------------------- | -------------------- | --------------- | --------- | -------------------------- | ------------------ |
| Países Baixos                  | Vencedora do playoff das eliminatórias da UEFA | 2018 de novembro de 13 | 2ª                   | 2015            | 2         | Oitavas-de-final (2015)    | Vice-campeã        |
| Suécia                         | Vencedora do grupo 4 das eliminatórias da UEFA | 4 de setembro de 2018  | 8ª                   | 2015            | 8         | Vice-campeã (2003)         | Terceira posição   |
| Inglaterra (para Grã-Bretanha) | Vencedora do grupo 1 das eliminatórias da UEFA | 31 de agosto de 2018   | 5ª                   | 2015            | 4         | Terceira posição (2015)    | Quarta posição     |
| França                         | País-sede                                      | 19 de março de 2015    | 4ª                   | 2015            | 3         | Quarta-posição (2011)      | Quartas-de-final   |
| Alemanha                       | Vencedora do grupo 5 das eliminatórias da UEFA | 2018 de setembro de 4  | 8ª                   | 2015            | 8         | Campeã (2003, 2007)        | Quartas-de-final   |
| Itália                         | Vencedora do grupo 6 das eliminatórias da UEFA | 2018 de junho de 8     | 3ª                   | 1999            | 1         | Quartas-de-final (1991)    | Quartas-de-final   |
| Noruega                        | Vencedora do grupo 3 das eliminatórias da UEFA | 2018 de setembro de 4  | 8ª                   | 2015            | 8         | Campeã (1995)              | Quartas-de-final   |
| Espanha                        | Vencedora do grupo 7 das eliminatórias da UEFA | 2018 de junho de 8     | 2ª                   | 2015            | 2         | Group stage (2015)         | Oitavas-de-final   |
| Escócia                        | Vencedora do grupo 2 das eliminatórias da UEFA | 2018 de setembro de 4  | 1ª                   | –               | 1         | Debut                      | Fase de grupos     |

## Torneio de Qualificação Olímpica da CONCACAF
Os Estados Unidos e o Canadá conquistaram a vaga olímpica após vencerem a semifinal do torneio.

### Fase de grupos
Grupo A
| Seleção        | Pts | J | V | E | D | GP | GC | SG  |
| -------------- | --- | - | - | - | - | -- | -- | --- |
| Estados Unidos | 9   | 3 | 3 | 0 | 0 | 18 | 0  | +18 |
| Costa Rica     | 6   | 3 | 2 | 0 | 1 | 8  | 7  | +1  |
| Haiti          | 3   | 3 | 1 | 0 | 2 | 6  | 6  | 0   |
| Panamá         | 0   | 3 | 0 | 0 | 3 | 11 | 20 | –9  |

Grupo B
| Seleção               | Pts | J | V | E | D | GP | GC | SG  |
| --------------------- | --- | - | - | - | - | -- | -- | --- |
| Canadá                | 9   | 3 | 3 | 0 | 0 | 22 | 0  | +22 |
| México                | 6   | 3 | 2 | 0 | 1 | 7  | 2  | +5  |
| Jamaica               | 3   | 3 | 1 | 0 | 2 | 7  | 10 | -3  |
| São Cristóvão e Neves | 0   | 3 | 0 | 0 | 3 | 0  | 24 | –24 |

### Fase final
Chave
|  | Semi-finals             | Semi-finals    |                         |   | Final | Final |
|  |                         |                |                         |   |       |       |
|  | 7 de fevereiro – Carson |                |                         |   |       |       |
|  |                         |                |                         |   |       |       |
|  | Canadá                  | 1              |                         |   |       |       |
|  | Canadá                  | 1              | 9 de fevereiro – Carson |   |       |       |
|  | Costa Rica              | 0              |                         |   |       |       |
|  | Costa Rica              | 0              | Canadá                  | 0 |       |       |
|  | 7 de fevereiro – Carson |                | Canadá                  | 0 |       |       |
|  |                         | Estados Unidos | 3                       |   |       |       |
|  | Estados Unidos          | Estados Unidos | 3                       | 4 |       |       |
|  | Estados Unidos          |                |                         | 4 |       |       |
|  | México                  | 0              |                         |   |       |       |
|  | México                  | 0              |                         |   |       |       |

## Torneio de Qualificação Olímpica da CAF de 2020
Zâmbia conquistou a vaga olímpica após vencer o torneio qualificatório. Camarões qualificou para disputar o playoff CAF-CONMEBOL contra o Chile, vice-campeã da Copa América Feminina de 2018.

### Chave
| 16-avos-de-final       | 16-avos-de-final | 16-avos-de-final | 16-avos-de-final |  |                  | Oitavas-de-final          | Oitavas-de-final | Oitavas-de-final | Oitavas-de-final |  |  | Quartas-de-final    | Quartas-de-final | Quartas-de-final | Quartas-de-final |  |  | Semifinais      | Semifinais | Semifinais | Semifinais |  |  | Final      | Final |
|                        |                  |                  |                  |  |                  |                           |                  |                  |                  |  |  |                     |                  |                  |                  |  |  |                 |            |            |            |  |  |            |       |
| Costa do Marfim        | —                | —                | (w/o)            |  |                  |                           |                  |                  |                  |  |  |                     |                  |                  |                  |  |  |                 |            |            |            |  |  |            |       |
| Serra Leoa             | —                | —                |                  |  |                  | Costa do Marfim           | 3                | 0                | 3                |  |  |                     |                  |                  |                  |  |  |                 |            |            |            |  |  |            |       |
| Mali                   | 3                | 2                | 5                |  | Mali             | 0                         | 0                | 0                |                  |  |  |                     |                  |                  |                  |  |  |                 |            |            |            |  |  |            |       |
| Marrocos               | 1                | 2                | 3                |  |                  |                           |                  |                  |                  |  |  | Costa do Marfim (a) | 0                | 1                | 1                |  |  |                 |            |            |            |  |  |            |       |
| Argélia                | 2                | 1                | 3                |  |                  |                           |                  |                  |                  |  |  | Nigéria             | 0                | 1                | 1                |  |  |                 |            |            |            |  |  |            |       |
| Chade                  | 0                | 1                | 1                |  |                  | Argélia                   | 0                | 0                | 0                |  |  |                     |                  |                  |                  |  |  |                 |            |            |            |  |  |            |       |
| Nigéria                |                  |                  |                  |  | Nigéria          | 2                         | 1                | 3                |                  |  |  |                     |                  |                  |                  |  |  |                 |            |            |            |  |  |            |       |
| Bye                    |                  |                  |                  |  |                  |                           |                  |                  |                  |  |  |                     |                  |                  |                  |  |  | Costa do Marfim | 0          | 1          | 1          |  |  |            |       |
| Etiópia                | 3                | 1                | 4                |  |                  |                           |                  |                  |                  |  |  |                     |                  |                  |                  |  |  | Camarões        | 0          | 2          | 2          |  |  |            |       |
| Uganda                 | 2                | 0                | 2                |  |                  | Etiópia                   | 1                | 0                | 1                |  |  |                     |                  |                  |                  |  |  |                 |            |            |            |  |  |            |       |
| Camarões               |                  |                  |                  |  | Camarões (a)     | 1                         | 0                | 1                |                  |  |  |                     |                  |                  |                  |  |  |                 |            |            |            |  |  |            |       |
| Bye                    |                  |                  |                  |  |                  |                           |                  |                  |                  |  |  | Camarões            | 2                | 1                | 3                |  |  |                 |            |            |            |  |  |            |       |
| Tanzânia               | 2                | 0                | 2                |  |                  |                           |                  |                  |                  |  |  | RD Congo            | 0                | 2                | 2                |  |  |                 |            |            |            |  |  |            |       |
| RD Congo               | 2                | 1                | 3                |  |                  | RD Congo                  | —                | —                | (w/o)            |  |  |                     |                  |                  |                  |  |  |                 |            |            |            |  |  |            |       |
| Guiné Equatorial       |                  |                  |                  |  | Guiné Equatorial | —                         | —                |                  |                  |  |  |                     |                  |                  |                  |  |  |                 |            |            |            |  |  |            |       |
| Bye                    |                  |                  |                  |  |                  |                           |                  |                  |                  |  |  |                     |                  |                  |                  |  |  |                 |            |            |            |  |  | Camarões   |       |
| Gabão Predefinição:Pso | 0                | 2                | 2 (5)            |  |                  |                           |                  |                  |                  |  |  |                     |                  |                  |                  |  |  |                 |            |            |            |  |  | Zâmbia (a) |       |
| Congo                  | 2                | 0                | 2 (3)            |  |                  | Gabão                     | 0                | 0                | 0                |  |  |                     |                  |                  |                  |  |  |                 |            |            |            |  |  |            |       |
| Gana                   |                  |                  |                  |  | Gana             | 3                         | 2                | 5                |                  |  |  |                     |                  |                  |                  |  |  |                 |            |            |            |  |  |            |       |
| Bye                    |                  |                  |                  |  |                  |                           |                  |                  |                  |  |  | Gana                | 0                | 0                | 0                |  |  |                 |            |            |            |  |  |            |       |
| Malawi                 | 11               | 3                | 14               |  |                  |                           |                  |                  |                  |  |  | Quênia (aet)        | 0                | 1                | 1                |  |  |                 |            |            |            |  |  |            |       |
| Moçambique             | 1                | 0                | 1                |  |                  | Malawi                    | 3                | 0                | 3                |  |  |                     |                  |                  |                  |  |  |                 |            |            |            |  |  |            |       |
| Quênia                 |                  |                  |                  |  | Quênia           | 2                         | 3                | 5                |                  |  |  |                     |                  |                  |                  |  |  |                 |            |            |            |  |  |            |       |
| Bye                    |                  |                  |                  |  |                  |                           |                  |                  |                  |  |  |                     |                  |                  |                  |  |  | Quênia          | 2          | 0          | 2          |  |  |            |       |
| Angola                 | —                | —                |                  |  |                  |                           |                  |                  |                  |  |  |                     |                  |                  |                  |  |  | Zâmbia          | 2          | 1          | 3          |  |  |            |       |
| Zâmbia                 | —                | —                | (w/o)            |  |                  | Zâmbia                    | 5                | —                | (w/o)            |  |  |                     |                  |                  |                  |  |  |                 |            |            |            |  |  |            |       |
| Zimbabwe               |                  |                  |                  |  | Zimbabwe         | 0                         | —                |                  |                  |  |  |                     |                  |                  |                  |  |  |                 |            |            |            |  |  |            |       |
| Bye                    |                  |                  |                  |  |                  |                           |                  |                  |                  |  |  | Zâmbia              | 1                | 2                | 3                |  |  |                 |            |            |            |  |  |            |       |
| Botswana               | 1                | 2                | 3                |  |                  |                           |                  |                  |                  |  |  | Botswana            | 0                | 0                | 0                |  |  |                 |            |            |            |  |  |            |       |
| Namíbia                | 0                | 2                | 2                |  |                  | Botswana Predefinição:Pso | 0                | 0                | 0 (3)            |  |  |                     |                  |                  |                  |  |  |                 |            |            |            |  |  |            |       |
| África do Sul          |                  |                  |                  |  | África do Sul    | 0                         | 0                | 0 (2)            |                  |  |  |                     |                  |                  |                  |  |  |                 |            |            |            |  |  |            |       |
| Bye                    |                  |                  |                  |  |                  |                           |                  |                  |                  |  |  |                     |                  |                  |                  |  |  |                 |            |            |            |  |  |            |       |

## Torneio de Qualificação Olímpica da AFC de 2020
A Austrália e a China qualificaram para as Olimpíadas após vencerem a fase de playoffs do torneio.

### Equipes qualificadas
| Equipes entrando na terceira fase                       | Equipes entrando na segunda fase | Equipes entrando na primeira fase | Equipes entrando na primeira fase   | Equipes entrando na primeira fase                | Equipes entrando na primeira fase | Equipes entrando na primeira fase |
| Equipes entrando na terceira fase                       | Equipes entrando na segunda fase | Pote 1                            | Pote 2                              | Pote 3                                           | Pote 4                            | Pote 5 (sem ranking)              |
| ------------------------------------------------------- | -------------------------------- | --------------------------------- | ----------------------------------- | ------------------------------------------------ | --------------------------------- | --------------------------------- |
| Austrália China Coreia do Norte Coreia do Sul Tailândia | Vietnã Uzbequistão               | Taipé Chinês Myanmar Jordânia Irã | Índia Filipinas Hong Kong Indonésia | Emirados Árabes Unidos Palestina Singapura Nepal | Tajiquistão Bangladesh Maldivas   | Líbano · Macau1 · Mongólia        |

### Primeira fase
Grupo A
| Seleção      | Pts | J | V | E | D | GP | GC | SG  |
| ------------ | --- | - | - | - | - | -- | -- | --- |
| Taipé Chinês | 12  | 4 | 4 | 0 | 0 | 33 | 0  | +33 |
| Filipinas    | 9   | 4 | 3 | 0 | 1 | 17 | 7  | +10 |
| Tajiquistão  | 6   | 4 | 2 | 0 | 2 | 11 | 13 | –2  |
| Mongólia     | 1   | 4 | 0 | 1 | 3 | 4  | 20 | –16 |
| Singapura    | 1   | 4 | 0 | 1 | 3 | 2  | 27 | –25 |

Grupo B
| Seleção                | Pts | J | V | E | D | GP | GC | SG  |
| ---------------------- | --- | - | - | - | - | -- | -- | --- |
| Irã                    | 4   | 2 | 1 | 1 | 0 | 9  | 1  | +8  |
| Hong Kong              | 4   | 2 | 1 | 1 | 0 | 5  | 1  | +4  |
| Líbano                 | 0   | 0 | 0 | 0 | 2 | 0  | 12 | –12 |
| Emirados Árabes Unidos | 0   | 0 | 0 | 0 | 0 | 0  | 0  | 0   |
| Macau                  | 0   | 0 | 0 | 0 | 0 | 0  | 0  | 0   |

Grupo C
| Seleção    | Pts | J | V | E | D | GP | GC | SG  |
| ---------- | --- | - | - | - | - | -- | -- | --- |
| Myanmar    | 7   | 3 | 2 | 1 | 0 | 8  | 2  | +6  |
| Índia      | 4   | 3 | 1 | 1 | 1 | 9  | 4  | +5  |
| Nepal      | 3   | 3 | 0 | 3 | 0 | 3  | 3  | 0   |
| Bangladesh | 1   | 3 | 0 | 1 | 2 | 2  | 13 | –11 |

Grupo D
| Seleção   | Pts | J | V | E | D | GP | GC | SG  |
| --------- | --- | - | - | - | - | -- | -- | --- |
| Jordânia  | 9   | 3 | 3 | 0 | 0 | 16 | 0  | +16 |
| Indonésia | 4   | 3 | 1 | 1 | 1 | 4  | 5  | -1  |
| Palestina | 4   | 3 | 1 | 1 | 1 | 3  | 9  | –6  |
| Maldivas  | 0   | 3 | 0 | 0 | 3 | 2  | 11 | –9  |

### Segunda fase
Grupo A
| Seleção   | Pts | J | V | E | D | GP | GC | SG |
| --------- | --- | - | - | - | - | -- | -- | -- |
| Myanmar   | 7   | 3 | 2 | 1 | 0 | 12 | 4  | +8 |
| Índia     | 7   | 3 | 2 | 1 | 0 | 8  | 4  | +4 |
| Nepal     | 3   | 3 | 1 | 0 | 2 | 4  | 7  | –3 |
| Indonésia | 0   | 3 | 0 | 0 | 3 | 1  | 10 | –9 |

Grupo B
| Seleção     | Pts | J | V | E | D | GP | GC | SG |
| ----------- | --- | - | - | - | - | -- | -- | -- |
| Vietnã      | 9   | 3 | 3 | 0 | 0 | 6  | 2  | +4 |
| Uzbequistão | 6   | 3 | 2 | 0 | 1 | 8  | 3  | +5 |
| Jordânia    | 1   | 3 | 0 | 1 | 2 | 0  | 4  | –4 |
| Hong Kong   | 1   | 3 | 0 | 1 | 2 | 2  | 7  | –5 |

Grupo C
| Seleção      | Pts | J | V | E | D | GP | GC | SG  |
| ------------ | --- | - | - | - | - | -- | -- | --- |
| Taipé Chinês | 9   | 3 | 3 | 0 | 0 | 11 | 3  | +8  |
| Filipinas    | 6   | 3 | 2 | 0 | 1 | 11 | 4  | +7  |
| Irã          | 3   | 3 | 1 | 0 | 2 | 10 | 6  | +4  |
| Palestina    | 0   | 3 | 0 | 0 | 3 | 0  | 19 | –19 |

### Terceira fase
Grupo A
| Seleção         | Pts | J | V | E | D | GP | GC | SG  |
| --------------- | --- | - | - | - | - | -- | -- | --- |
| Coreia do Sul   | 6   | 2 | 2 | 0 | 0 | 10 | 0  | +10 |
| Vietnã          | 3   | 2 | 1 | 0 | 1 | 1  | 3  | -2  |
| Myanmar         | 0   | 2 | 0 | 0 | 2 | 0  | 8  | –8  |
| Coreia do Norte | 0   | 0 | 0 | 0 | 0 | 0  | 0  | 0   |

Grupo B
| Seleção      | Pts | J | V | E | D | GP | GC | SG  |
| ------------ | --- | - | - | - | - | -- | -- | --- |
| Austrália    | 7   | 3 | 2 | 1 | 0 | 14 | 1  | +13 |
| China        | 7   | 3 | 2 | 1 | 0 | 12 | 2  | +10 |
| Taipé Chinês | 3   | 3 | 1 | 0 | 2 | 1  | 12 | –11 |
| Tailândia    | 0   | 3 | 0 | 0 | 3 | 1  | 13 | –12 |

### Fase de playoffs
| Equipe 1      | Total | Equipe 2 | Ida | Volta        |
| ------------- | ----- | -------- | --- | ------------ |
| Austrália     | 7–1   | Vietnã   | 5–0 | 2–1          |
| Coreia do Sul | 3–4   | China    | 1–2 | 2–2 (a.e.t.) |

## Playoff CAF–CONMEBOL
As seleções de Camarões, vice-campeã africana, e Chile, vice-campeã sul-americana, decidiram a última vaga olímpica em um confronto de ida e volta.
O sorteio para a os mandos dos jogos foi realizado em 31 de janeiro de 2020 na sede da at FIFA em Zürich, Suíça. A primeira partida estava originalmente programada para ocorrer em Camarões (a equipe participante da África ainda não era conhecida no momento do sorteio), com o jogo de volta originalmente marcado para o Chile. As partidas foram primeiramente marcadas para 9 e 15 de abril de 2020, com a segunda partida marcada para o Estádio Tierra de Campeones, Iquique, porém foram adiadas em 17 de março de 2020 devido à pandemia da COVID-19.
Após o adiamento das Olimpíadas para julho de 2021, em 30 de julho de 2020 a FIFA anunciou que as partidas foram remarcadas para 18 e 24 de fevereiro de 2021. Os duelos foram marcados para o Stade Ahmadou Ahidjo, Yaoundé e o Estádio Nacional, Santiago. Todavia, a FIFA anunciou em 4 de fevereiro de 2021 que as partidas foram adiadas para o mês de abril de 2021. Foi confirmado em 22 de março de 2021 que as partidas foram transferidas para o Arslan Zeki Demirci Sports Complex, Antália, Turquia, e seriam disputadas em 10 e 13 de abril de 2021.
| Equipe 1 | Total | Equipe 2 | Ida | Volta |
| -------- | ----- | -------- | --- | ----- |
| Camarões | 1–2   | Chile    | 1–2 | 0–0   |